# Torres de Albarracín (kommunhuvudort)
Torres de Albarracín är en kommunhuvudort i Spanien.   Den ligger i provinsen Provincia de Teruel och regionen Aragonien, i den centrala delen av landet, 180 km öster om huvudstaden Madrid. Torres de Albarracín ligger 1 235 meter över havet och antalet invånare är 141.
Terrängen runt Torres de Albarracín är huvudsakligen lite kuperad. Torres de Albarracín ligger nere i en dal.  Trakten runt Torres de Albarracín är nära nog obefolkad, med mindre än två invånare per kvadratkilometer. Närmaste större samhälle är Albarracín, 7,8 km öster om Torres de Albarracín. Omgivningarna runt Torres de Albarracín är i huvudsak ett öppet busklandskap.